# Miria Obote

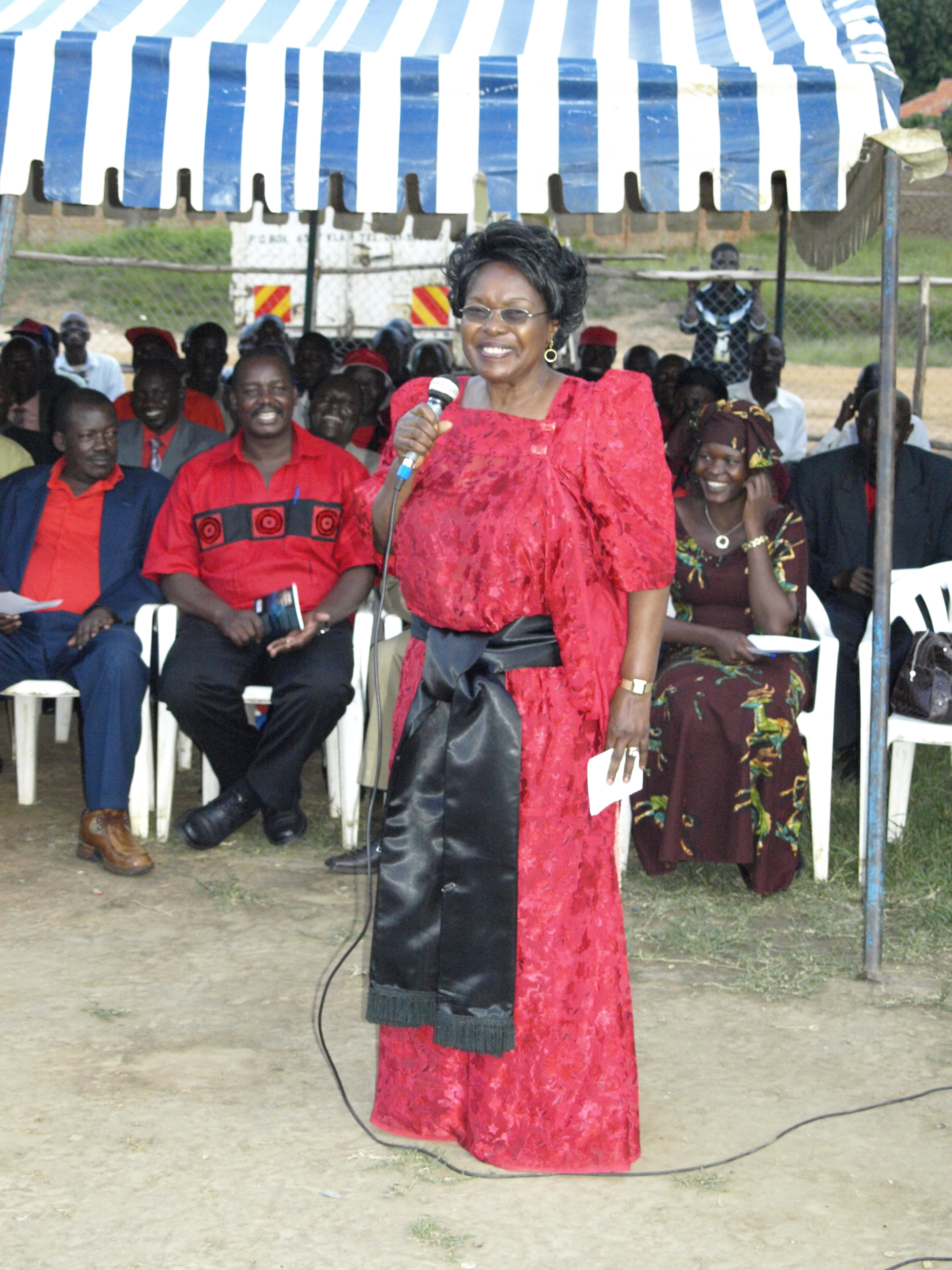
Miria Obote

Miria Kalule Obote (anhörenⓘ geboren als Miria Kalule; * 16. Juli 1936 in Kawempe) ist eine ugandische Politikerin.
Sie studierte an der Makerere-Universität und arbeitete später in der ugandischen Botschaft in New York. Im November 1963 heiratete sie den damaligen Premierminister Milton Obote.
Die Witwe des früheren Präsidenten Milton Obote kehrte im Oktober 2005 nach 20 Jahren im Exil nach Uganda zurück, um ihren Ehemann zu beerdigen. Am 28. November 2005 wurde sie zur Vorsitzenden des Uganda People’s Congress gewählt, der Partei, die ihr Mann gegründet hatte. Sie war einer der sechs Kandidaten für die Präsidentschaftswahlen am 23. Februar 2006, bei denen sie aber nur 0,82 Prozent der Stimmen erringen konnte.